# Cortex somatosensoriel
Pour les articles homonymes, voir Cortex (homonymie).

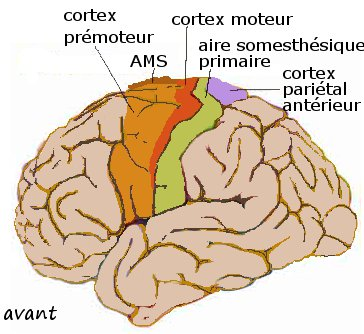
Le cortex somesthésique est situé en arrière du sillon central, dans le gyrus postcentral.

Le cortex somato-sensoriel (somesthésique) reçoit des informations provenant de la surface du corps par l'intermédiaire de neurones relais et de neurones sensitifs.
La stimulation électrique de la surface du cortex somato-sensoriel est à l'origine de sensations somatiques fantômes, la stimulation électrique mimant l'arrivée d'une information en provenance de la surface du corps (chaud, froid, douleurs internes ou externes, etc.).
Cette organisation, conduisant à reconnaître pour chaque point du cortex somato-sensoriel une partie correspondante du corps, est dénommée somatotopie.
Les cartes somatotopiques obtenues au niveau du cortex somato-sensoriel par les méthodes de micro-stimulations peuvent être représentées chez l'humain sous la forme d'un petit homme appelé homonculus sensitif (disproportionné par rapport à la forme réelle du sujet). De telles représentations existent chez tous les mammifères. Chez l'homme, elles présentent des mains (et un visage) très agrandies par rapport au reste du corps. Chez les rongeurs, le cortex somatosensoriel le plus développé est le cortex à tonneaux qui est associé au système des vibrisses.

## Cortex somesthésique primaire
Ou circonvolution pariétale ascendante. Il occupe le gyrus postcentral (partie antérieure rétrorolandique du lobe pariétal). Le cortex somatosensoriel primaire droit traiter l’information tactile et proprioceptive provenant du côté gauche et vice-versa. Il reçoit les informations issues des noyaux thalamiques ventraux postérieurs.
Il est constitué de 4 aires corticales différentes, les aires de Brodmann 1, 2, 3a et 3b, formant quatre bandes étroites disposées longitudinalement. Le thalamus se projette principalement sur les aires 3a et 3b qui se projettent à leur tour sur les aires 1 et 2 et sur le cortex somatosensoriel secondaire (SII).
A) Chacune de ces aires corticales contient des neurones aux propriétés fonctionnelles distinctes, il existe une subdivision par modalités :
- l’aire 3a reçoit majoritairement des informations proprioceptives (mécanorécepteurs profonds et notamment articulaires) ;
- les aires 3b et 1 reçoivent majoritairement des informations tactiles avec des champs récepteurs restreints pour l’aire 3b (ex. : doigt) ou plus étendus pour l’aire 1 (ex. : plusieurs doigts). Ces aires permettent l’analyse de la texture et des formes. Les différentes modalités (tact, température, nociception…) restent séparées et activent des groupes de neurones distincts résidant dans les différentes couches cellulaires corticales ;
- l’aire 2 reçoit majoritairement des informations avec des champs récepteurs plus étendus et permet l’analyse des stimuli complexes, la discrimination des formes et des tailles ainsi que la coordination des doigts (mécanorécepteurs cutanés et profonds).

B) Chaque cellule qui reçoit des informations similaires et produit des réponses équivalentes est confinée dans les différentes couches de la même zone de S1. C’est l’organisation en colonnes du cortex somesthésique qu’on retrouve au niveau des autres néocortex. On retrouve ainsi la dichotomie entre représentations des récepteurs à adaptation rapide et ceux à adaptation lente.
C) Chacune de ces aires comporte également une représentation complète du corps, ce sont les cartes somatotopiques ou homonculus somatosensoriel. Cette organisation somatotopique est donc retrouvée tout le long du système :
- homonculus des voies ascendantes ;
- homonculus thalamique ;
- homonculus cortical.

Au niveau cortical ces cartes sont disproportionnées par rapport à la surface corporelle réelle. Elles traduisent la richesse de la densité des récepteurs périphériques dans chaque partie du corps ; ceci a pour effet de majorer la proportion de la représentation corticale des zones corporelles clés sur le plan fonctionnel comme la main et la face. Ces cartes somesthésiques présentent un certain degré de plasticité (remaniement cortical) mis en évidence par l’évaluation de la carte sensorielle par exemple après amputation d’un doigt ou surutilisation d’une partie du corps (exemple : chez le violoniste, comparaison en imagerie fonctionnelle main gauche main droite).

## À voir aussi
- neurone
- cerveau
- cortex
- Les lobes du cerveau
- Cortex sensoriel et plasticité cérébrale